# Klostret Seckau

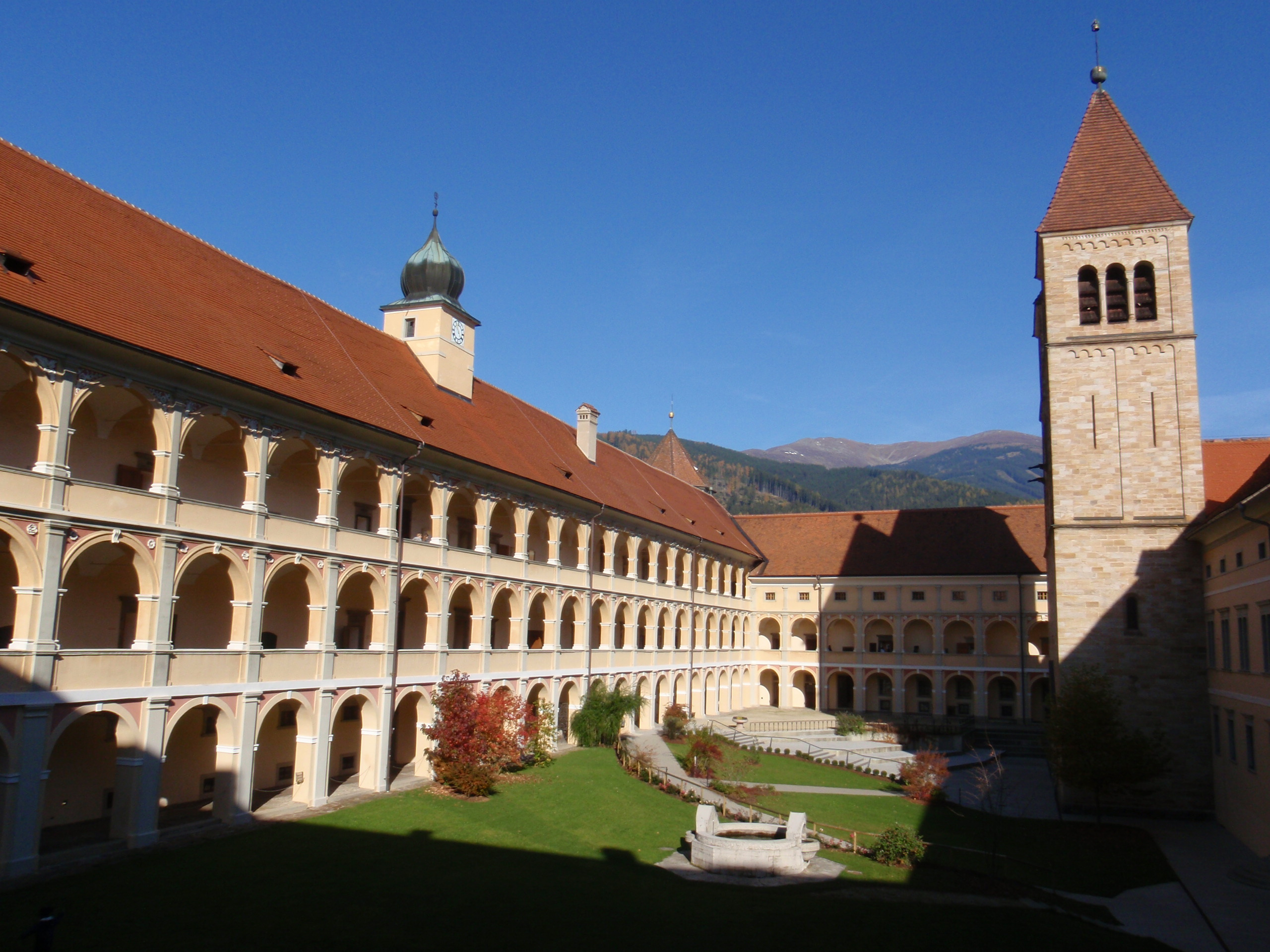
Innergården

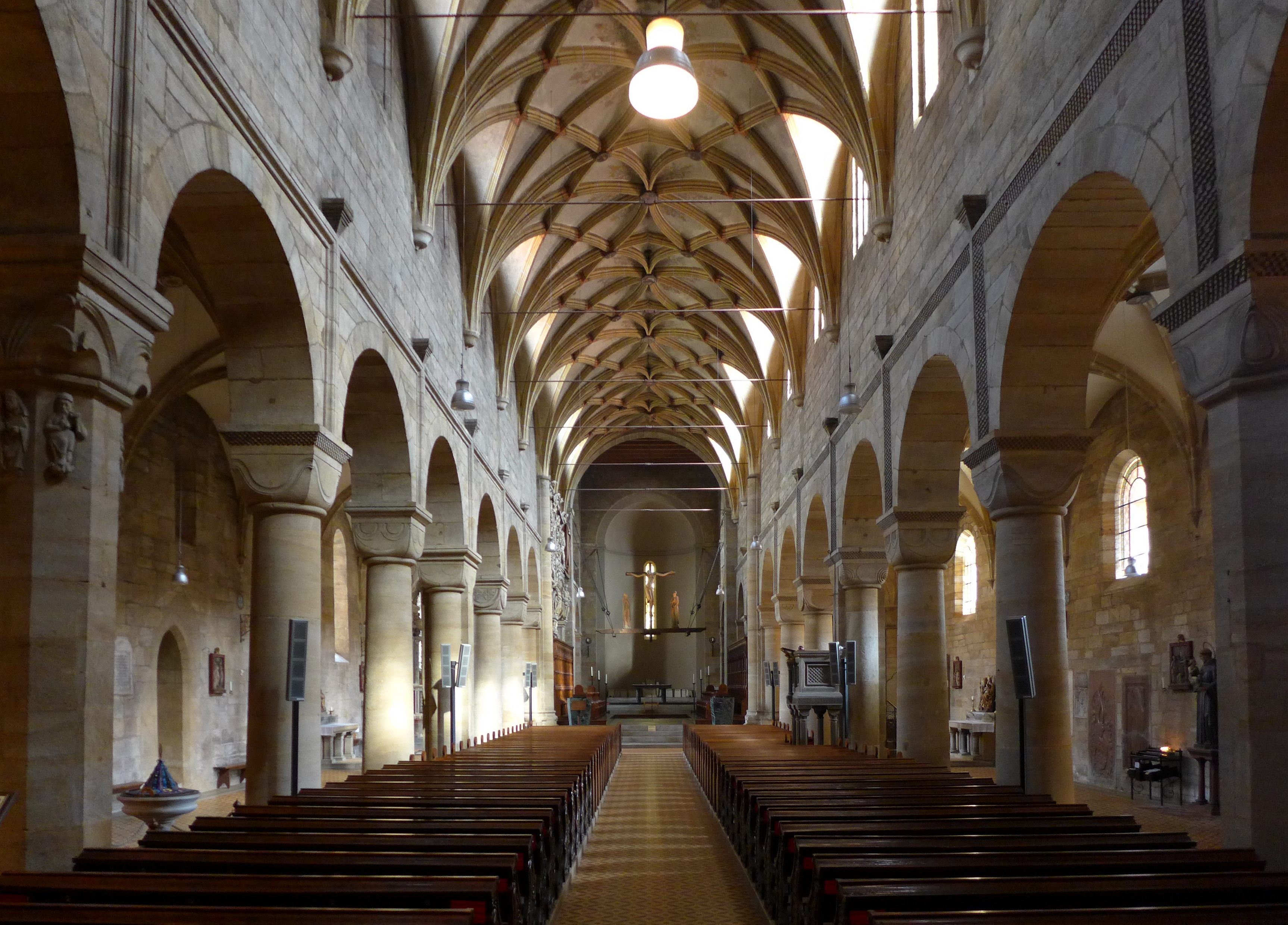
Klosterkyrkan

Seckaus kloster, på tyska Abtei Seckau, är ett benediktinerkloster i Seckau i det österrikiska förbundslandet Steiermark.
Seckaus kloster grundades 1140 som augustinerkloster. Ärkebiskopen av Salzburg inrättade biskopsdömet Seckau 1218, med klostret som centrum och stiftsort. 
1259 brann delar av klostret ner. Den romansk-gotiska klosterkyrkan byggdes om och ut under 1300 – 1500 talen. På 1500- och 1600-talet byggdes klostrets mäktiga renässansbyggnad. Planerna på att även modernisera kyrkan i tiden barockstil fick ges upp på grund av de osmanska krigen till vilka även klostret fick bidra med stora summor pengar.
1782 upplöstes klostret av kejsare Josef II. Biskopssätet flyttades till Graz fyra år senare. Klostret förföll och den romanska kyrkan revs. 1883 köpte benediktinerna det före detta klostret och upprättade ett konvent igen. Några år senare, 1886, störtade klosterkyrkans norra torn samman, varefter man var tvungen att även riva det södra tornet. 1891-93 byggdes klosterkyrkan om i nyromansk stil. 
1931 öppnades ett gymnasium i Seckau. 1940 beslagtogs klostret av nationalsocialisterna och konventet utvisades, men kom tillbaka 1945.